# Еворзионен котел
Еворзионен котел или исполинов котел е естествено котловинно формирование, образувано в твърди скали, под въздействието на течаща вода, носеща различни по големина камъни. Еворзионните котли възникват: 1) в коритата на реките, в участъци с прагове и водопади, 2) по дъната на ледниковите долини под въздействието на ледниковите води, изливащи се в пукнатините на ледника до основните скали на дъното на ледника, 3) по морските брегове под действието на морския прибой. В диаметър достигат до няколко метра и до 20 – 30 m на дълбочина.